# Lassee
Lassee è un comune austriaco di 2 711 abitanti nel distretto di Gänserndorf, in Bassa Austria; ha lo status di comune mercato (Marktgemeinde).